# Parthenodes moralis
Parthenodes moralis là một loài bướm đêm trong họ Crambidae.